# Thanstein
Thanstein – miejscowość i gmina w Niemczech, w kraju związkowym Bawaria, w rejencji Górny Palatynat, w regionie Oberpfalz-Nord, w powiecie Schwandorf, wchodzi w skład wspólnoty administracyjnej Neunburg vorm Wald. Leży w Lesie Czeskim, około 27 km na północny wschód od Schwandorfu, przy drodze B22.

## Dzielnice
W skład gminy wchodzą cztery dzielnice: Berg, Dautersdorf, Kulz, Thanstein.

## Demografia
| Rok  | Liczba mieszk. |
| ---- | -------------- |
| 1970 | 1 087          |
| 1987 | 975            |
| 2000 | 979            |

## Oświata
(na 1999)

W gminie znajduje się szkoła podstawowa (3 nauczycieli, 65 uczniów).